# Solesino
Solesino (Suixin in veneto) è un comune italiano di 6 643 abitanti della provincia di Padova in Veneto. Appartiene al territorio della Bassa Padovana.

## Storia
Nella località vi fu forse un centro abitato romano. È documentato per la prima volta nel 944. Fece parte della contea di Monselice e nel X secolo vi avevano possedimenti i Vescovi di Adria. Nell'XI secolo entrò a far parte del marchesato d'Este ed ebbe un castello, che fu distrutto da Ezzelino III da Romano nel 1249.
All'inizio del XIV secolo il paese fu conquistato dagli Scaligeri e nel 1338 passò ai Carraresi. Nel 1405 Solesino fu preso da Venezia.

### Simboli
Lo stemma e il gonfalone sono stati concessi con regio decreto del 7 marzo 1929.
La torre merlata ricorda il castello che era stato eretto nel centro del paese e che venne distrutto da Ezzelino da Romano nel 1249; gli alberi rappresentano la coltivazione dei gelsi e l'antica vegetazione locale; la fascia ondata simboleggia l'antico corso dell'Adige che scorreva per il paese fino al 589 d.C.
Il gonfalone è un drappo di azzurro.

## Monumenti e luoghi d'interesse
- Chiesa di Santa Maria Assunta

## Società

### Evoluzione demografica
Abitanti censiti

## Cultura

### Solesino nella letteratura
Solesino è citata nel poema eroicomico La secchia rapita (1622) di Alessandro Tassoni, precisamente nel canto VIII, all'ottava 17:
"[…] E prima fu l'insegna d'Este,
che l'aquila d'argento incoronata
portar solea nel bel campo celeste:
or d'uno struzzo bianco è figurata,
impresa del tiranno e di sue gesta.
Di Sant'Elena il fiore indi seconda,
terra di rane e di pantan feconda,
e Castelbaldo a cui tributa rena
l'Adige che fa quindi il suo cammino.
Savin Cumani è il duce, e da l'amena
piaggia di Carmignano e Solesino
e dal Deserto e da Valbona mena

gente, dove costeggia il Vicentino […]".

### Eventi
Tra le principali attrattive del comune di Solesino rivestono un ruolo centrale il mercato domenicale e l'annuale festa della birra - tra luglio e agosto - eventi che richiamano un buon numero di persone di tutte le età. Il paese è devoto alla Madonna Assunta e, ogni anno nella settimana di Ferragosto, si festeggia la sagra paesana.

## Infrastrutture e trasporti
Le principali vie di comunicazione che servono il territorio comunale sono la strada statale SS16 "Adriatica" e le strade provinciali 42 "Pisana" ed 84 "Solesina". Dall'autostrada A13 Bologna-Padova, le uscite più vicine per raggiungere il comune sono i caselli di "Boara" a sud e "Monselice" a nord.

## Amministrazione

### Sindaci dal 1946
| Nominativo                                           | Nominativo                                        | Partito / Coalizione                              | Periodo                                           | Elezione                                          |
| Sindaci eletti dal Consiglio comunale (1946-1995)    | Sindaci eletti dal Consiglio comunale (1946-1995) | Sindaci eletti dal Consiglio comunale (1946-1995) | Sindaci eletti dal Consiglio comunale (1946-1995) | Sindaci eletti dal Consiglio comunale (1946-1995) |
| ---------------------------------------------------- | ------------------------------------------------- | ------------------------------------------------- | ------------------------------------------------- | ------------------------------------------------- |
|                                                      | Antonio Quaglia                                   | Partito Socialista Italiano                       | 1946-1951                                         | 1946                                              |
|                                                      | Agostino Zorzato                                  | Democrazia Cristiana                              | 1951-1956                                         | 1951                                              |
|                                                      | Mario Walter Liviero                              | Democrazia Cristiana                              | 1956-1960                                         | 1956                                              |
|                                                      | Nazzareno Baraldo                                 | Democrazia Cristiana                              | 1960-1964                                         | 1960                                              |
|                                                      | Antonio Zorzato                                   | Democrazia Cristiana                              | 1964-1970                                         | 1964                                              |
|                                                      | Angelo Merlin                                     | Democrazia Cristiana                              | 1970-1971                                         | 1970                                              |
|                                                      | Nazzareno Baraldo                                 | Democrazia Cristiana                              | 1971-1974                                         | (1970)                                            |
|                                                      | Guerrino Trevisan                                 | Partito Socialista Italiano                       | 1974-1980                                         | (1970)                                            |
| 1975                                                 | Guerrino Trevisan                                 | Partito Socialista Italiano                       | 1974-1980                                         |                                                   |
|                                                      | Lino Cavallaro                                    | Democrazia Cristiana                              | 1980-1982                                         | 1980                                              |
|                                                      | Luca Marchese (Commiss. prefettizio)              | -                                                 | 1982                                              | -                                                 |
|                                                      | Vittorio Gabriele Toffano                         | Partito Comunista Italiano                        | 1982-1985                                         | 1982                                              |
|                                                      | Luca Marchese (Commiss. prefettizio)              | -                                                 | 1985                                              | -                                                 |
|                                                      | Vittorio Gabriele Toffano                         | Partito Comunista Italiano                        | 1985-1988                                         | 1985                                              |
|                                                      | Fanny Pegoraro                                    | Democrazia Cristiana                              | 1988-1990                                         | (1985)                                            |
|                                                      | Vittorio Gabriele Toffano                         | Partito Comunista Italiano (1990-91)              | 1990-1993                                         | 1990                                              |
|                                                      | Vittorio Gabriele Toffano                         | Partito Democratico della Sinistra (1991-93)      | 1990-1993                                         | 1990                                              |
|                                                      | Francesco Chiapperin                              | Democrazia Cristiana                              | 1993-1995                                         | (1990)                                            |
| Sindaci eletti direttamente dai cittadini (dal 1995) |                                                   |                                                   |                                                   |                                                   |
|                                                      | Fanny Pegoraro                                    | Centro-sinistra                                   | 1995-1999                                         | 1995                                              |
|                                                      | Vittorio Gabriele Toffano                         | L.c. Solesino 2000                                | 1999-2004                                         | 1999                                              |
|                                                      | Walter Barin                                      | Centro-sinistra                                   | 2004-2013                                         | 2004                                              |
| 2009                                                 | Walter Barin                                      | Centro-sinistra                                   | 2004-2013                                         |                                                   |
|                                                      | Osvaldo Bellucco (Vicesindaco f.f.)               | Centro-sinistra                                   | 2013                                              | (2009)                                            |
|                                                      | Roberto Beggiato                                  | Centro-sinistra                                   | 2013-2018                                         | 2013                                              |
|                                                      | Elvy Bentani                                      | Centro-destra                                     | 2018-in carica                                    | 2018                                              |
| 2023                                                 | Elvy Bentani                                      | Centro-destra                                     | 2018-in carica                                    |                                                   |

## Sport

### Aesse Solesino
L'Associazione Sportiva Solesino dilettantistica, meglio conosciuta come "Aesse Solesino", è la società che si occupa della promozione e dello sviluppo della pallavolo maschile e femminile e dell'atletica leggera nel territorio.
Si tratta della società più longeva di Solesino, fondata nel 1969. In pochi anni la società si è evoluta da piccola struttura organizzatrice dei primi giochi della gioventù ad una organizzazione più evoluta con le prime partecipazioni a campionati di pallavolo, pallacanestro e gare di atletica leggera.
Nel 1973 si inaugura la prima edizione della Tutintuta , idea di Daniele Trevisan e Aldo Bertazzo, una gara podistica tra le vie del paese, ancora tutt'oggi presente con le oltre 40 edizioni all'attivo con il nome di Strasolesino, una delle più importanti gare podistiche competitive del panorama delle corse su strada. Due anni più tardi, nel 1975 avviene lo "scisma" con la realtà della pallacanestro che fonda il Basket Club Solesino.
Negli anni '90, alla ricerca del rilancio dell'attività di volley, si sono organizzate importante manifestazioni di volley internazionale presso il palasport di Solesino: gare di coppa CEV, amichevoli di "lusso" come quella tra le potenze della Serie A Charro Padova vs Misura Milano, ma su tutte l'amichevole tra le nazionali femminili italiana e quella della DDR, gara storica perché l'ultima disputata dalla Germania divisa.
Attualmente l'Aesse Solesino milita con la prima squadra femminile nel campionato regionale di Serie D e con la prima squadra maschile nel massimo campionato regionale di serie C. Viene curato tutto il settore giovanile sin dal minivolley e nelle scuole per maschi e femminile. Nel 2014 la nascita del consorzio Dinamica Volley assieme a Monselice Volley 86 per la gestione e cura della pallavolo maschile assicurando ai ragazzi tutte le categorie, dalla prima squadra in Serie B nazionale passando per la C regionali e via via tutte le fasi dei campionati giovanili. Il progetto Dinamica Volley si è poi esteso anche nel settore femminile con altre società del territorio.
Gli atleti master partecipano alle più importanti maratone del mondo e hanno preso parte nel 2009 al campionato mondiale Master di atletica leggera.
I colori sociali solo il rosso e il bianco.

### Calcio
La principale squadra di calcio della città è l'U.C.D. Solesinese 1985, che milita nel girone E veneto di Prima Categoria. I colori sociali sono il bianco ed il granata. Nacque nel 1985 grazie alla fusione tra l'A.C. Solesino Calcio e l'U.C. Commercianti Calcio.

### Calcio a cinque
La Società USD Solesinomonselice 1999 calcio a cinque ha sede a Solesino e nasce nell'estate del 1999. La società milita nel campionato di serie C2 di calcio a cinque veneto. Il colori sociali sono il blu e l'argento.

### Basket
La società Basket Club Solesino (BCS) è stata fondata nel 1975 da un distaccamento della Associazione Sportiva Solesino. La società milita nel campionato di serie D.